# ジル・ワトソン
ジル・ワトソン（Jill Watson、1963年3月29日 - ）は、アメリカ出身の女性フィギュアスケート選手で現在はコーチ。1988年カルガリーオリンピックペア銅メダリスト。パートナーはピーター・オペガード。

## 経歴
- 当初、バート・ランコンと組み活動。1984年サラエボオリンピックに出場し6位。のちに解散、1984-85年シーズンよりピーター・オペガードとペアを結成。
- 1985年、1987年、1988年全米フィギュアスケート選手権優勝。
- 1988年カルガリーオリンピックで銅メダルを獲得。
- 引退後はコーチとなり、井上怜奈&ジョン・ボルドウィン組などを指導した。

## 主な戦績
- ピーター・オペガードとのペア

| 大会/年          | 1984-85 | 1985-86 | 1986-87 | 1987-88 |
| ---------------- | ------- | ------- | ------- | ------- |
| オリンピック     |         |         |         | 3       |
| 世界選手権       | 4       | 6       | 3       | 6       |
| 全米選手権       | 1       | 2       | 1       | 1       |
| スケートアメリカ |         | 1       |         |         |
| NHK杯            |         |         | 2       |         |

- バート・ランコンとのペア

| 大会/年          | 1982-83 | 1983-84 |
| ---------------- | ------- | ------- |
| オリンピック     |         | 6       |
| 世界選手権       | 11      |         |
| 全米選手権       | 3       | 3       |
| スケートアメリカ |         | 2       |